# Cormocyon
Cormocyon è un genere estinto di mammiferi carnivori, appartenente ai canidi. Visse tra l'Oligocene superiore e il Miocene inferiore (circa 30 - 20 milioni di anni fa) e i suoi resti fossili sono stati ritrovati in Nordamerica.

## Descrizione
Questo canide era di piccole dimensioni, e il peso non doveva superare i 3 chilogrammi. L'aspetto era vagamente simile a quello di un attuale sciacallo, ma più robusto. I denti erano simili a quelli delle iene e suggeriscono che questo animale avesse iniziato a specializzarsi nella frantumazione delle ossa, caratteristica portata all'estremo in forme successive come Aelurodon, Epicyon e Borophagus.

## Classificazione

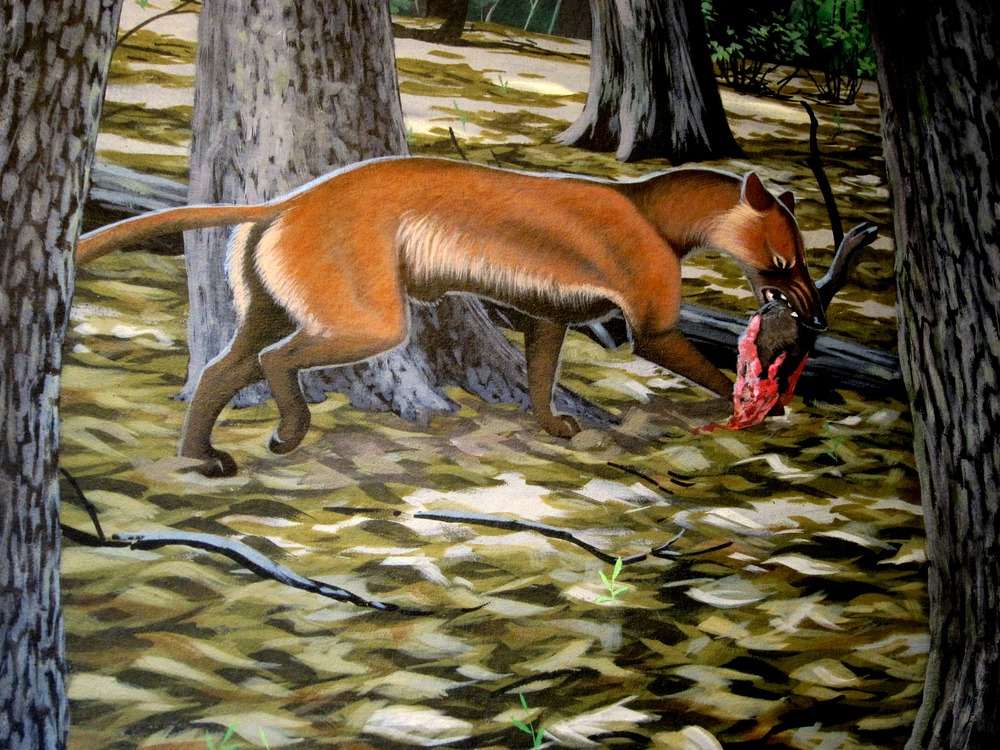
Ricostruzione di Cormocyon copei

Cormocyon è noto per due specie, C. copei e C. haydeni, precedentemente attribuite al genere Nothocyon. Una ridescrizione di quest'ultimo genere (Wang e Tedford, 1992) ha portato a una riclassificazione della specie tipo (Nothocyon geismarianus) tra gli arctoidi, e non tra i canidi. È stato quindi necessario denominare un nuovo genere per le specie precedentemente attribuite a Nothocyon ed effettivamente considerate canidi.
Cormocyon è un rappresentante relativamente primitivo della sottofamiglia dei borofagini (Borophaginae), comprendenti canidi che svilupparono un'insolita dentatura triturante. Un genere assai simile è Desmocyon.